# Кашаганов, Адлет Екейбаевич
Кашаганов Адлет Екейбаевич  (5 августа 1948 — 19 октября 2009) — советский футболист и тренер.
Начинал футбольную карьеру в дубле алматинского «Кайрата» в 1966 году. В 1968 один раз сыграл в чемпионате СССР, выйдя на замену в матче против ростовского СКА. В 1970 году перешёл в семипалатинский «Цементник», где вместе с командой выиграл первенство казахстанской зоны во второй лиге. Через год команда также выиграла вторую лигу, но в финале заняла последние место. В 1975 году завершил карьеру игрока и начал работать в системе семипалатиского «Спартака».
В 1986 году был главным тренером (в конце сезона тренером) целиноградского Целинника. Под руководством Кашаганова команда выиграла кубок Казахской ССР, в первенстве заняла третье место.